# 275P/Hermann
La cometa Hermann, formalmente 275P/Hermann, è una cometa periodica appartenente alla famiglia delle comete gioviane. È stata scoperta dall'astronomo Shawn M. Hermann all'Osservatorio Lowell nel corso del programma LONEOS. La sua orbita ha una MOID molto piccola con l'orbita del pianeta Marte, fatto che ha portato ad un incontro molto ravvicinato tra i due corpi celesti nell'agosto 1957, prima della scoperta della cometa.